# Urraca Fernández
Urraca Fernández (ca. 935 - 1007) was als echtgenote van Sancho II van Navarra koningin van Navarra.
Infante Urraca Fernández was een dochter van Ferdinand González, graaf van Castilië en Sancha van Navarra (een dochter van koning Sancho I Garcés van Navarra. 
Ze zou de echtgenote van drie koningen worden:
-In 941 huwde ze met de latere koning Ordoño III van León (koning van 951-956), hun kinderen waren:
- Ordoño, jong gestorven
- Theresia, werd non

-In 958 huwde ze met Ordoño IV van León die met hulp van zijn schoonvader, Ferdinand González, op de troon van León wist te komen, zij het voor kort (958-960), hun enige kind was:
- Velasquita van León, huwde Bermudo II van León

-Haar derde huwelijk werd in 962 gesloten met Sancho II van Navarra. Ze waren beiden een kleinkind van koning Sancho I Garcés van Navarra (Urracas moeder Sancha was een dochter, en Sanchos vader García I was een zoon van Sancho I). Hun kinderen waren:
- García II van Navarra
- Ramiro (- 992)
- Gonzalez, die in het Graafschap Aragón zou regeren met Urraca als regentes

Abda (Urraca)